# Хосе Селестіно Мутіс
Хосе Селестіно Мутіс (ісп. José Celestino Mutis або ісп. José Mutis, або ісп. José Celestino Bruno Mutis, 6 квітня 1732 — 11 вересня 1808) — іспанський ботанік, видатний натураліст, лікар та математик.

## Біографія
Хосе Селестіно Мутіс народився в місті Кадіс 6 квітня 1732 року.
Мутіс вивчав медицину у Севільї та Мадриді. З 1757 року Хосе Селестіно Мутіс був лікарем у Мадриді, де він зацікавився ботанікою.
Він поїхав у Південну Америку 1760 року та проживав у Боготі, яка завдяки йому стала важливим науковим центром.
Мутіс вів листування з видатним шведським вченим Карлом Ліннеєм. Його листування з Карлом Ліннеєм тривало з 30 червня 1761 року по 8 лютого 1777 року. Мутіс також вів листування з Карлом Ліннеєм молодшим. Його листування з Карлом Ліннеєм молодшим тривало з 30 червня 1778 року по 12 вересня 1778 року.
У 1803 році він ініціював створення першої астрономічної обсерваторії в Латинській Америці — Національної астрономічної обсерваторії Колумбії.
Хосе Селестіно Мутіс помер у Боготі 11 вересня 1808 року. Можливо, що він помер 2 вересня 1808 року. Після смерті Мутіса його всеосяжний гербарій, рукописи та численні акварельні ботанічні ілюстрації були відправлені до Іспанії.

## Наукова діяльність
Хосе Селестіно Мутіс спеціалізувався на насіннєвих рослинах.

## Наукові праці
- Flora de la Real Expedición Botánica del Nuevo Reino de Granada: 1783—1816.

## Вшанування
У 1781 році син Ліннея назвав на його честь рід рослин Mutisia.
У 2008 році мураха Pheidole mutisi була названа на честь Мутіса.